# BaggårdTeatret
Baggårdteatret er et egnsteater beliggende i Svendborg. Teaterchef er Jakob Engmann.
BaggårdTeatret startede som amatørteater i 1963, og fik i 1976 den første bevilling fra Kulturministeriet. Samme år flyttede teatret ind i det gamle revyteater Rottefældens lokaler, som kun bliver brugt til revy om sommeren, og derfor var disponible til andet brug resten af året. I 1981 søgte teatret første gang om status som egnsteater, men fik afslag. I stedet begyndte teatret en omfattende turnévirksomhed, med henblik på at skaffe midler til driften. I 2007 søgte teatret igen om optagelse i egnsteaterordningen, og denne gang blev bestræbelserne kronet med held, og der blev indgået en tre-årig egnsteateraftale, ifølge hvilken teatret fremover støttes af dels staten, dels Svendborg Kommune.
BaggårdTeatret producerer primært samtidsrelaterende forestillinger, der tager udgangspunkt i det lokale. Som eksempler kan nævnes Carsten Bangs Gud'me, der handler om stjernedrømme, og Jesper Wung-Sungs ÆrØ, der handler om tidens trend med, at kvinder flytter fra provinsen.
BaggårdTeatret har bl.a. samarbejde med Odense Teater, Odense Teaters elevskole, Svalegangen, Momentum og Mungo Park.

## Ekstern henvisning
- BaggårdTeatrets hjemmeside

55°4′4.25″N 10°37′15.13″Ø / 55.0678472°N 10.6208694°Ø